# Liste de films français sortis en 2021
 (avril 2025).
Si vous disposez d'ouvrages ou d'articles de référence ou si vous connaissez des sites web de qualité traitant du thème abordé ici, merci de compléter l'article en donnant les références utiles à sa vérifiabilité et en les liant à la section « Notes et références ».
Listes de films français
- 2017
- 2018
- 2019
- 2020
- 2021
- 2022
- 2023
- 2024
- 2025

Cette page présente une liste non exhaustive de films français sortis en 2021 sous toutes formes de support (salles, plateforme SVOD, VOD, DVD).
| Film                                    | Réalisation                             | Genre              | Sortie      | Box-office |
| --------------------------------------- | --------------------------------------- | ------------------ | ----------- | ---------- |
| Annette                                 | Leos Carax                              | Comédie musicale   | Salles      | 283 075    |
| Le Sommet des dieux                     | Patrick Imbert                          | Animation          | Salles      | 223 974    |
| Illusions perdues                       | Xavier Giannoli                         | Drame              | Salles      | 991 041    |
| Gagarine (en 2020 !)                    | Fanny Liatard et Jérémy Trouilh         | Drame              | Salles      | 63 276     |
| Onoda, 10 000 nuits dans la jungle      | Arthur Harari                           | Drame              | Salles      | 45 512     |
| L'Événement                             | Audrey Diwan                            | Drame              | Salles      | 128 588    |
| Titane                                  | Julia Ducournau                         | Thriller           | Salles      | 303 610    |
| Boîte noire                             | Yann Gozlan                             | Thriller           | Salles      | 1183 191   |
| Serre moi fort                          | Mathieu Amalric                         | Drame              | Salles      | 100 739    |
| Madeleine Collins                       | Antoine Barraud                         | Drame              | Salles      | 191 590    |
| Le Bal des folles                       | Mélanie Laurent                         | Drame              | Prime Video |            |
| Slalom                                  | Charlène Favier                         | Thriller           | Salles      | 71 942     |
| La Traversée                            | Florence Miailhe                        | Animation          | Salles      | 20 750     |
| La Nuée                                 | Just Philippot                          | Fantastique        | Salles      | 44 193     |
| Teddy                                   | Ludovic Boukherma , Zoran Boukherma     | Fantastique        | Salles      | 29 608     |
| Les Intranquilles                       | Joachim Lafosse                         | Drame              | Salles      | 149 448    |
| La Troisième Guerre                     | Giovanni Aloï                           | Thriller           | Salles      | 11 317     |
| Benedetta                               | Paul Verhoeven                          | Drame              | Salles      | 326 974    |
| Une vie démente                         | Raphaël Balboni et Ann Sirot            | Comédie dramatique | Salles      | 18 440     |
| Les Magnétiques                         | Vincent Maël Cardona                    | Drame              | Salles      | 50 555     |
| Sous le ciel d'Alice                    | Chloé Mazlo                             | Drame              | Salles      | 24 545     |
| Une histoire d'amour et de désir        | Leyla Bouzid                            | Drame              | Salles      | 38 757     |
| À l'abordage                            | Guillaume Brac                          | Comédie            | Salles      | 11 534     |
| Suprêmes                                | Audrey Estrougo                         | Drame              | Salles      | 132 689    |
| BAC Nord                                | Cédric Jimenez                          | Thriller           | Salles      | 2218 308   |
| L'Origine du monde                      | Laurent Lafitte                         | Comédie            | Salles      | 228 759    |
| Oranges sanguines                       | Jean-Christophe Meurisse                | Comédie dramatique | Salles      | 49 452     |
| La Terre des hommes                     | Naël Marandin                           | Drame              | Salles      | 75 502     |
| Les Deux Alfred                         | Bruno Podalydès                         | Comédie            | Salles      | 390 593    |
| Les Choses humaines                     | Yvan Attal                              | Drame              | Salles      | 182 074    |
| Médecin de nuit                         | Élie Wajeman                            | Thriller           | Salles      | 97 539     |
| Oxygène                                 | Alexandre Aja                           | Science-fiction    | Netflix     |            |
| Bonne Mère                              | Hafsia Herzi                            | Drame              | Salles      | 29 469     |
| Rouge                                   | Farid Bentoumi                          | Drame              | Salles      | 77 766     |
| Cette musique ne joue pour personne     | Samuel Benchetrit                       | Comédie dramatique | Salles      | 90 843     |
| La Fracture                             | Catherine Corsini                       | Drame              | Salles      | 265 879    |
| Les Olympiades                          | Jacques Audiard                         | Drame              | Salles      | 194 786    |
| Mandibules                              | Quentin Dupieux                         | Comédie            | Salles      | 235 824    |
| Le Dernier Voyage                       | Romain Quirot                           | Science-fiction    | Salles      | 89 152     |
| De bas étage                            | Yassine Qnia                            | Drame              | Salles      | 7 855      |
| Ibrahim                                 | Samir Guesmi                            | Drame              | Salles      | 42 918     |
| Pil                                     | Julien Fournet                          | Animation          | Salles      | 451 625    |
| Cinquième Set                           | Quentin Reynaud                         | Drame              | Salles      | 52 808     |
| Vaurien                                 | Peter Dourountzis                       | Thriller           | Salles      | 5 646      |
| Fragile                                 | Emma Benestan                           | Comédie            | Salles      | 21 968     |
| Méandre                                 | Mathieu Turi                            | Thriller           | Salles      | 70 110     |
| De son vivant                           | Emmanuelle Bercot                       | Drame              | Salles      | 166 244    |
| Aline                                   | Valérie Lemercier                       | Comédie            | Salles      | 1318 562   |
| Eiffel                                  | Martin Bourboulon                       | Drame              | Salles      | 1467 925   |
| Playlist                                | Nine Antico                             | Comédie            | Salles      | 28 452     |
| Albatros                                | Xavier Beauvois                         | Drame              | Salles      | 90 275     |
| La Pièce rapportée                      | Antonin Peretjatko                      | Comédie            | Salles      | 60 691     |
| Vers la bataille                        | Aurélien Vernhes-Lermusiaux             | Drame              | Salles      | 4 057      |
| Barbaque                                | Fabrice Éboué                           | Comédie            | Salles      | 239 742    |
| De l'or pour les chiens                 | Anna Cazenave Cambet                    | Drame              | Salles      | 3 066      |
| Si le vent tombe                        | Nora Martirosyan                        | Drame              | Salles      | 17 472     |
| Mon légionnaire                         | Rachel Lang                             | Drame              | Salles      | 31 495     |
| La Beauté du monde                      | Cheyenne Carron                         | Drame              | Salles      |            |
| Le Discours                             | Laurent Tirard                          | Comédie            | Salles      | 338 331    |
| Tout s'est bien passé                   | François Ozon                           | Drame              | Salles      | 255 919    |
| Bergman Island                          | Mia Hansen-Love                         | Drame              | Salles      | 65 894     |
| Profession du père                      | Jean-Pierre Améris                      | Comédie dramatique | Salles      | 37 570     |
| Une femme du monde                      | Cécile Ducrocq                          | Drame              | Salles      | 41 513     |
| Messe basse                             | Baptiste Drapeau                        | Thriller           | Salles      | 1 387      |
| France                                  | Bruno Dumont                            | Drame              | Salles      | 138 702    |
| Petite Maman                            | Céline Sciamma                          | Drame              | Salles      | 62 383     |
| The Deep House                          | Alexandre Bustillo , Julien Maury       | Horreur            | Salles      | 207 125    |
| Madame Claude                           | Sylvie Verheyde                         | Drame              | Netflix     |            |
| Cigare au miel                          | Kamir Aïnouz                            | Drame              | Salles      | 5 508      |
| Envole-moi                              | Christophe Barratier                    | Comédie dramatique | Salles      | 270 756    |
| Louloute                                | Hubert Viel                             | Comédie dramatique | Salles      | 22 571     |
| Princesse Dragon                        | Anthony Roux et Jean-Jacques Denis      | Animation          | Salles      | 109 688    |
| Délicieux                               | Éric Besnard                            | Comédie dramatique | Salles      | 351 087    |
| Haute Couture                           | Sylvie Ohayon                           | Drame              | Salles      | 178 450    |
| Tokyo Shaking                           | Olivier Peyon                           | Comédie dramatique | Salles      | 42 526     |
| Présidents                              | Anne Fontaine                           | Comédie            | Salles      | 431 129    |
| La Bataille du rail                     | Jean-Charles Paugam                     | Comédie dramatique | Canal+      |            |
| Kandisha                                | Alexandre Bustillo et Julien Maury      | Horreur            | Universciné |            |
| Kaamelott : Premier Volet               | Alexandre Astier                        | Aventure           | Salles      | 2645 727   |
| Les Animaux anonymes                    | Baptiste Rouveure                       | Fantastique        | Salles      |            |
| OSS 117 : Alerte rouge en Afrique noire | Nicolas Bedos                           | Comédie            | Salles      | 1625 689   |
| Le Tour du monde en quatre-vingts jours | Samuel Tourneux                         | Animation          | Salles      | 258 792    |
| Villa Caprice                           | Bernard Stora                           | Thriller           | Salles      | 125 743    |
| Comment je suis devenu super-héros      | Douglas Attal                           | Fantastique        | Netflix     |            |
| Lui                                     | Guillaume Canet                         | Comédie dramatique | Salles      | 189 666    |
| Eugénie Grandet                         | Marc Dugain                             | Drame              | Salles      | 202 421    |
| La Vengeance au Triple Galop            | Alex Lutz                               | Comédie            | Canal+      |            |
| Passion simple                          | Danielle Arbid                          | Drame              | Salles      | 32 090     |
| Frères d'arme                           | Sylvain Labrosse                        | Drame              | Salles      | 2 624      |
| Tom Medina                              | Tony Gatlif                             | Drame              | Salles      | 23 872     |
| A Good Man                              | Marie-Castille Mention-Schaar           | Drame              | Salles      | 11 298     |
| Des hommes                              | Lucas Belvaux                           | Drame              | Salles      | 173 691    |
| Amants                                  | Nicole Garcia                           | Drame              | Salles      | 260 472    |
| Les Méchants                            | Mouloud Achour et Dominique Baumard     | Comédie            | Salles      | 137 945    |
| L'Étreinte                              | Ludovic Bergery                         | Drame              | Salles      | 49 816     |
| Suzanna Andler                          | Benoit Jacquot                          | Drame              | Salles      | 13 088     |
| La Panthère des neiges                  | Marie Amiguet et Vincent Munier         | Documentaire       | Salles      | 626 575    |
| La Croisade                             | Louis Garrel                            | Drame              | Salles      | 21 061     |
| Le Test                                 | Emmanuel Poulain-Arnaud                 | Comédie            | Salles      | 301 787    |
| En passant pécho                        | Julien Royal                            | Comédie            | Netflix     |            |
| Sentinelle                              | Julien Leclercq                         | Thriller           | Netflix     |            |
| Je te veux, moi non plus                | Inès Reg, Kévin Debonne, Rodolphe Lauga | Comédie            | Prime Video |            |
| Chacun chez soi                         | Michèle Laroque                         | Comédie            | Salles      | 157 946    |
| Seize printemps                         | Suzanne Lindon                          | Drame              | Salles      | 15 032     |
| Un tour chez ma fille                   | Eric Lavaine                            | Comédie            | Salles      | 401 246    |
| Opération Portugal                      | Frank Cimière                           | Comédie            | Salles      | 452 143    |
| Le Sens de la famille                   | Jean-Patrick Benes                      | Comédie            | Salles      | 480 129    |
| Sœurs                                   | Yamina Benguigui                        | Drame              | Salles      | 41 605     |
| La Fine Fleur                           | Pierre Pinaud                           | Comédie dramatique | Salles      | 213 397    |
| Teresa de Jesus                         | Lionel Baillemont                       | Drame              | Salles      |            |
| Mystère à Saint-Tropez                  | Nicolas Benamou                         | Comédie            | Salles      | 173 902    |
| Le Dernier Mercenaire                   | David Charhon                           | Thriller           | Netflix     |            |
| C'est la vie                            | Julien Rambaldi                         | Comédie dramatique | Salles      | 153 771    |
| C'est quoi ce papy ?!                   | Gabriel Julien-Laferrière               | Comédie            | Salles      | 301 447    |
| Les Fantasmes                           | Stéphane Foenkinos et David Foenkinos   | Comédie            | Salles      | 99 478     |
| Attention au départ !                   | Benjamin Euvrard                        | Comédie            | Salles      | 193 744    |
| Un triomphe                             | Emmanuel Courcol                        | Comédie dramatique | Salles      | 305 593    |
| Les Amours d'Anaïs                      | Charline Bourgeois-Tacquet              | Comédie            | Salles      | 58 837     |
| Pourris gâtés                           | Nicolas Cuche                           | Comédie            | Salles      | 442 901    |
| Bigger Than Us                          | Flore Vasseur                           | Documentaire       | Salles      | 160 767    |
| Guermantes                              | Christophe Honoré                       | Comédie dramatique | Salles      | 10 425     |
| J'ai aimé vivre là                      | Régis Sauder                            | Documentaire       | Salles      | 3 423      |
| Tralala                                 | Arnaud et Jean-Marie Larrieu            | Comédie musicale   | Salles      | 91 794     |
| Debout les femmes !                     | Gilles Perret et François Ruffin        | Documentaire       | Salles      | 142 305    |
| L'Homme de la cave                      | Philippe Le Guay                        | Thriller           | Salles      | 57 442     |
| Le Loup et le Lion                      | Gilles de Maistre                       | Drame              | Salles      | 1164 066   |
| Le Trésor du Petit Nicolas              | Julien Rappeneau                        | Comédie            | Salles      | 519 512    |
| Tout nous sourit                        | Mélissa Drigeard                        | Comédie            | Salles      | 149 141    |
| Les Héroïques                           | Maxime Roy                              | Drame              | Salles      | 12 560     |
| 8 Rue de l'Humanité                     | Dany Boon                               | Comédie            | Netflix     |            |
| Delphine et Carole, insoumuses          | Callisto Mc Nulty                       | Documentaire       | Salles      | 2 064      |
| Le Kiosque                              | Alexandra Pianelli                      | Documentaire       | Salles      | 1 127      |
| Si on chantait                          | Fabrice Maruca                          | Comédie            | Salles      | 224 429    |
| Marcher sur l'eau                       | Aïssa Maïga                             | Documentaire       | Salles      | 21 448     |
| Les Cobayes                             | Emmanuel Poulain-Arnaud                 | Comédie            | OCS         |            |
| 7 minutes                               | Ricky Mastro                            | Drame              | Universciné |            |
| Flashback                               | Caroline Vigneaux                       | Comédie            | Prime Video |            |
| On est fait pour s'entendre             | Pascal Elbé                             | Comédie romantique | Salles      | 379 837    |
| Tromperie                               | Arnaud Desplechin                       | Drame              | Salles      | 85 938     |
| Dune Dreams                             | Samuel Doux                             | Thriller           | OCS         |            |
| Les Bodin's en Thaïlande                | Frédéric Forestier                      | Comédie            | Salles      | 1638 654   |
| Loin de vous j'ai grandi                | Marie Dumora                            | Documentaire       | Salles      | 3 114      |
| Douce France                            | Geoffrey Couanon                        | Documentaire       | Salles      | 6 946      |
| Indes galantes                          | Philippe Béziat                         | Documentaire       | Salles      | 77 777     |
| Friendzone                              | Charles Van Tieghem                     | Comédie            | Netflix     |            |
| Paris Stalingrad                        | Hind Meddeb et Thim Naccache            | Documentaire       | Salles      | 1 872      |
| Petites danseuses                       | Anne-Claire Dolivet                     | Documentaire       | Salles      | 7 287      |
| Une fois que tu sais                    | Emmanuel Cappelin                       | Documentaire       | Salles      | 17 690     |
| Les Sorcières de l'Orient               | Julien Faraut                           | Documentaire       | Salles      | 3 588      |
| Il n'y aura plus de nuit                | Éléonore Weber                          | Documentaire       | Salles      | 3 857      |
| Animal                                  | Cyril Dion                              | Documentaire       | Salles      | 155 090    |
| Haters                                  | Stéphane Marelli                        | Comédie            | Prime Video |            |
| Les Tuche 4                             | Olivier Baroux                          | Comédie            | Salles      | 2440 964   |
| Au cœur du bois                         | Claus Drexel                            | Documentaire       | Salles      | 5 278      |
| Rose                                    | Aurélie Saada                           | Drame              | Salles      | 80 691     |
| Mes très chers enfants                  | Alexandra Leclère                       | Comédie            | Salles      | 642 557    |
| Chère Léa                               | Jérôme Bonnell                          | Drame              | Salles      | 44 710     |
| Mystère                                 | Denis Imbert                            | Aventure           | Salles      | 463 427    |
| Mince alors 2 !                         | Charlotte de Turckheim                  | Comédie            | Salles      | 66 380     |
| L'Invitation                            | Fred Grivois                            | Thriller           | OCS         |            |